# هاري جليكن
هاري جليكن (بالإنجليزية: Harry Glicken)‏ (7 مارس 1958 - 3 يونيو 1991) هو جيولوجي أمريكي متخصص في مجال البراكين.

## وفاته
توفي جليكنمن بسبب انه كان بالقرب من انفجار بركاني وتدفقت الحمم البركانيه وقضت عليه في 3 يونيو 1991.

## روابط خارجية
- Yoshiaki Ida and Barry Voight, Introduction to the Harry Glicken memorial special issue on "models of magmatic processes and volcanic eruptions", Journal of Volcanology and Geothermal Research Volume 66, Issues 1–4, Models of Magmatic Processes and Volcanic Eruptions, July 1995, Pages ix–xvi.